# Anna Dąb
Anna Dąb (ur. 3 czerwca 1976) – polska piłkarka.
Zawodniczka drużyn Piastunki Gliwice (mistrzostwo Polski 1993 i 1994), Savena Warszawa, Cisy Nałęczów.
W reprezentacji Polski debiutowała 3 października 1993. Uczestniczka eliminacji do Mistrzostw Europy 1995 (równocześnie kwalifikacje do Mistrzostw Świata 1995). Łącznie w kadrze A w latach 1993–2005 rozegrała 10 spotkań.